# Maloud
Maloud là một thị xã và là một nagar panchayat của quận Ludhiana thuộc bang Punjab, Ấn Độ.

## Nhân khẩu
Theo điều tra dân số năm 2001 của Ấn Độ, Maloud có dân số 7160 người. Phái nam chiếm 53% tổng số dân và phái nữ chiếm 47%. Maloud có tỷ lệ 69% biết đọc biết viết, cao hơn tỷ lệ trung bình toàn quốc là 59,5%: tỷ lệ cho phái nam là 74%, và tỷ lệ cho phái nữ là 63%. Tại Maloud, 12% dân số nhỏ hơn 6 tuổi.